# Uromyces astragali-pseudoutrigeris
Uromyces astragali-pseudoutrigeris är en svampart som beskrevs av Gjaerum 1991. Uromyces astragali-pseudoutrigeris ingår i släktet Uromyces och familjen Pucciniaceae.   Inga underarter finns listade i Catalogue of Life.